# Pseudosinella espana
Pseudosinella espana är en urinsektsart som beskrevs av Christiansen 1961. Pseudosinella espana ingår i släktet Pseudosinella och familjen brokhoppstjärtar. Inga underarter finns listade i Catalogue of Life.